# Calle de María de Molina
La calle de María de Molina es una vía madrileña cuyo trazado data del inicio del siglo xx y une el paseo de la Castellana con la primitiva Ronda Norte, o Camino de Ronda de la capital de España, en su intersección con la calle de Francisco Silvela. Forma parte del eje circulatorio este-oeste (A-6 a A-2) que arranca de la plaza del Cristo Rey, pasando por las calles de Cea Bermúez y José Abascal hasta la plaza del Doctor Marañón. Está dedicada a María de Molina, esposa de Sancho IV el Bravo, reina consorte de Castilla entre los años 1284 y 1295, y regente de sus hijos Fernando y Alfonso XI.

## Historia
Actual vía de límite entre los distritos de Salamanca y Chamartín, la calle de María de Molina partió en su origen de la calle del Pinar, pues su inicio oficial en la Castellana no se produjo hasta más tarde, tras destruir parte el conjunto de «hotelitos del antiguo barrio de Monasterio», colonia mencionada por Pedro de Répide, que llevó ese nombre por su promotor Mariano Monasterio.  Tuvo porte de amplio paseo con andén central, en una zona residencial desaparecida casi en su totalidad (apenas queda una muestra en el conjunto de viviendas del arquitecto José de Azpiroz), y sustituida por grandes edificios comerciales.

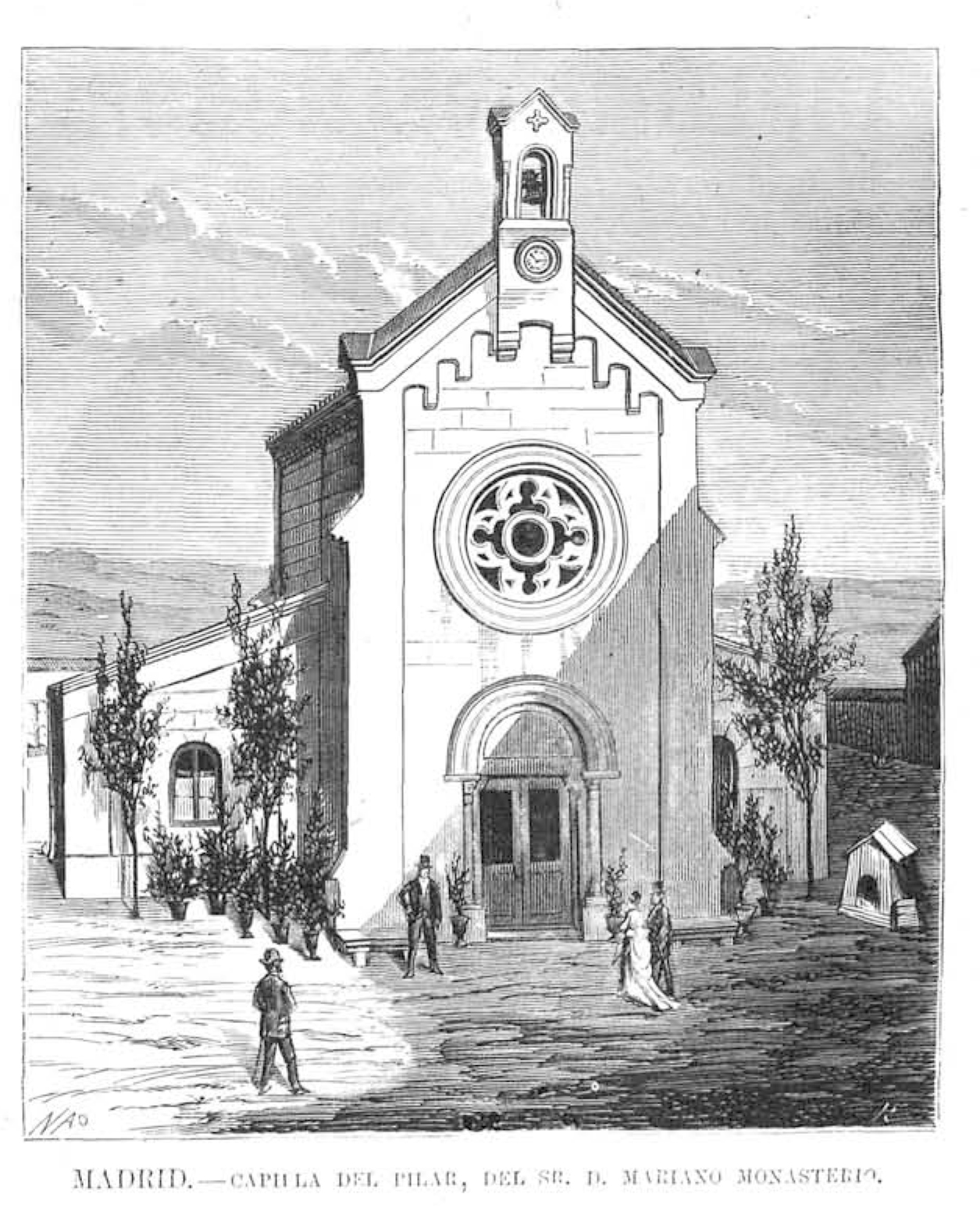
La capilla del Pilar, en un dibujo de Manuel Nao, grabado por Bernardo Rico y Ortega y aparecido en La Ilustración Española y Americana en 1874.

En su recorrido, asciende en línea recta de poniente a naciente desde el vado del antiguo arroyo de la Fuente Castellana, junto al espacio conocido a principio del siglo xx como los Altos del Hipódromo, que luego albergarían varios edificios institucionales. María de Molina forma en su trazado recto, varios toboganes en los que va cruzándose con importantes vías perpendiculares como las calles de López de Hoyos, Serrano, Príncipe de Vergara y Velázquez. Bajo gran parte de su recorrido discurre el paso subterráneo que une el eje de la Castellana con la avenida de América y el eje radial de la M-14. Conocido como túnel de María de Molina e inaugurado en 2003, permite la salida de Madrid para tomar la A-2 en dirección a Barcelona. Las obras duraron 19 meses con un coste de 43 millones de euros. Su longitud de 2.271 metros, incluyendo el ramal de la calle de Velázquez, lo convirtieron en el túnel urbano más largo de Europa, hasta la construcción de los túneles de la M-30. Es de un único sentido, por lo que no permite la entrada a la capital.
Entre los personajes que vivieron en esta calle estuvieron el pintor Daniel Vázquez Díaz y el Maestro Padilla (autor de La violetera, Valencia y El relicario).

## Edificios notables
El arranque de la calle tiene a su izquierda, en los números 1 a 5, un edificio de viviendas y oficinas de Luis Gutiérrez Soto construido entre 1957 y 1966, y cuyo sector central es una gran torre blanca.
En el número 9 se encuentra el palacete de los condes de Almaraz, que luego fue adquirido como sede de la embajada de México en España. Fue construido entre 1911 y 1913 por Antonio Palacios y su socio Joaquín Otamendi, destinado como vivienda para este último y su esposa María de las Mercedes de Retortillo y López de la Calle al poco de casarse. En el número 17 hay otro edificio de similar porte, la Villa Thiebaut, una vivienda unifamiliar erigida en 1934 por Manuel Ignacio Galíndez Zabala; con visibles influencias del historicismo de finales del siglo xix, recuerda al palacio del Canto del Pico en el término de Torrelodones.

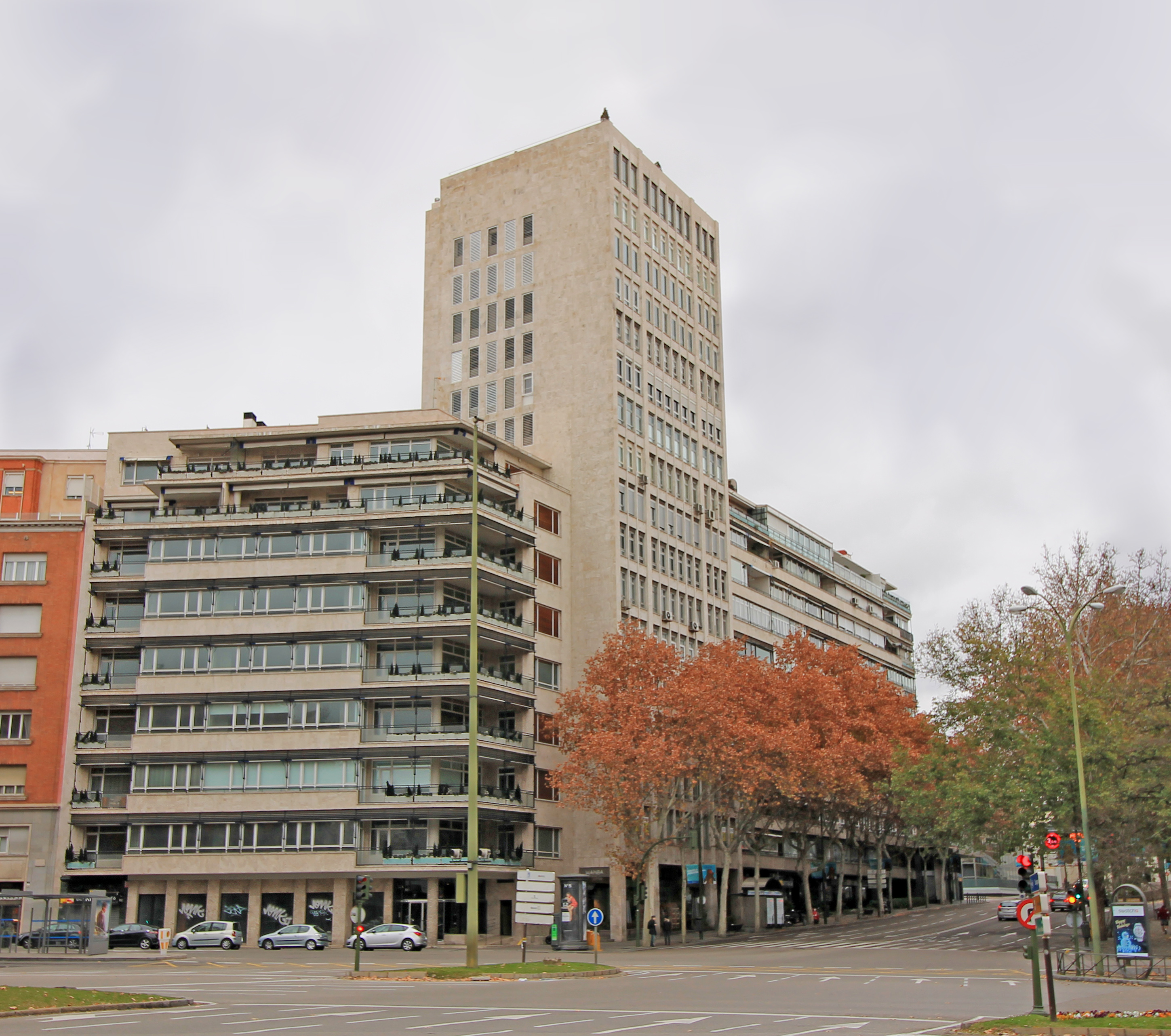
Núms. 1-5
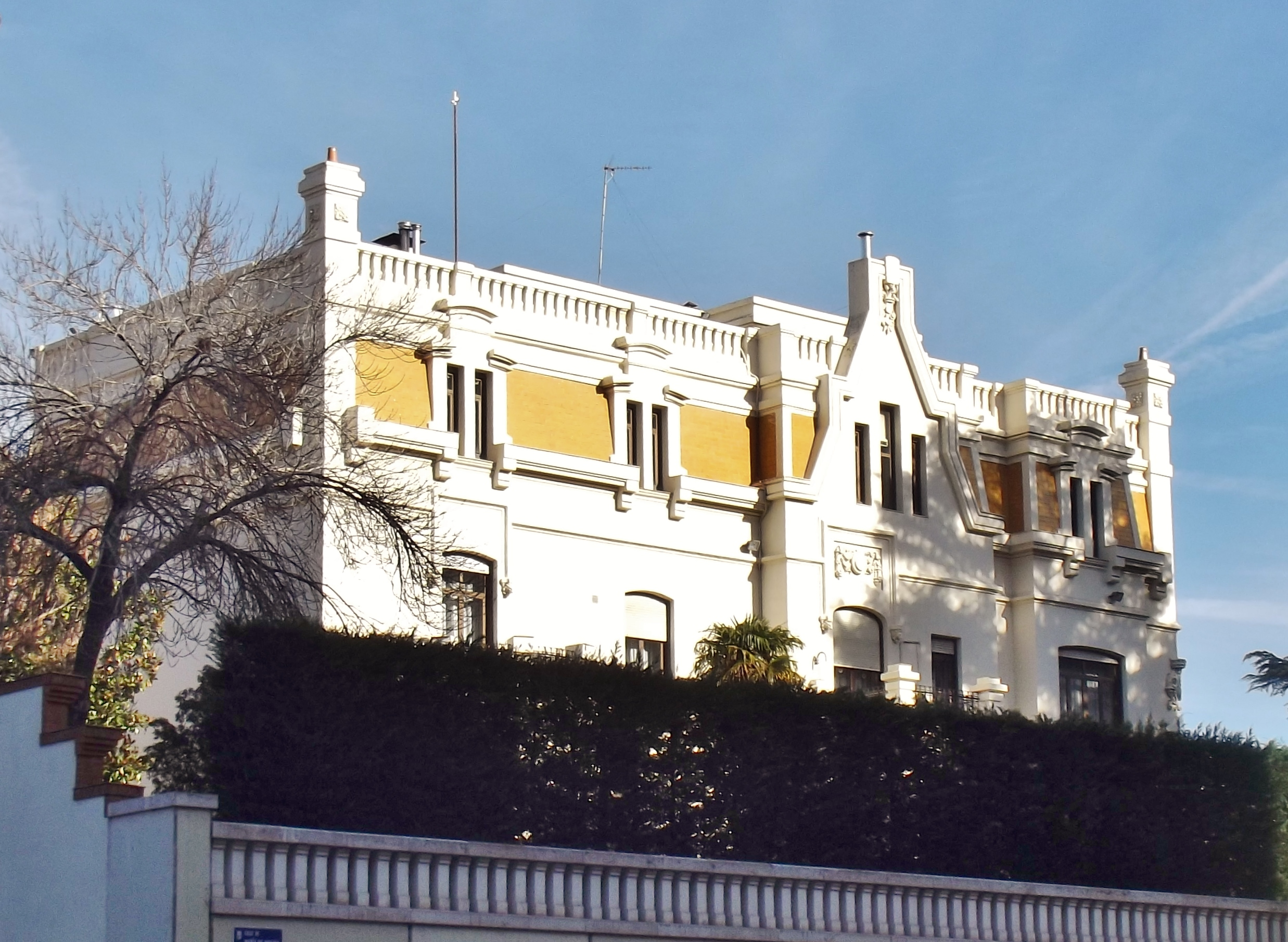
Palacio de Joaquín Otamendi, en el n.o 9
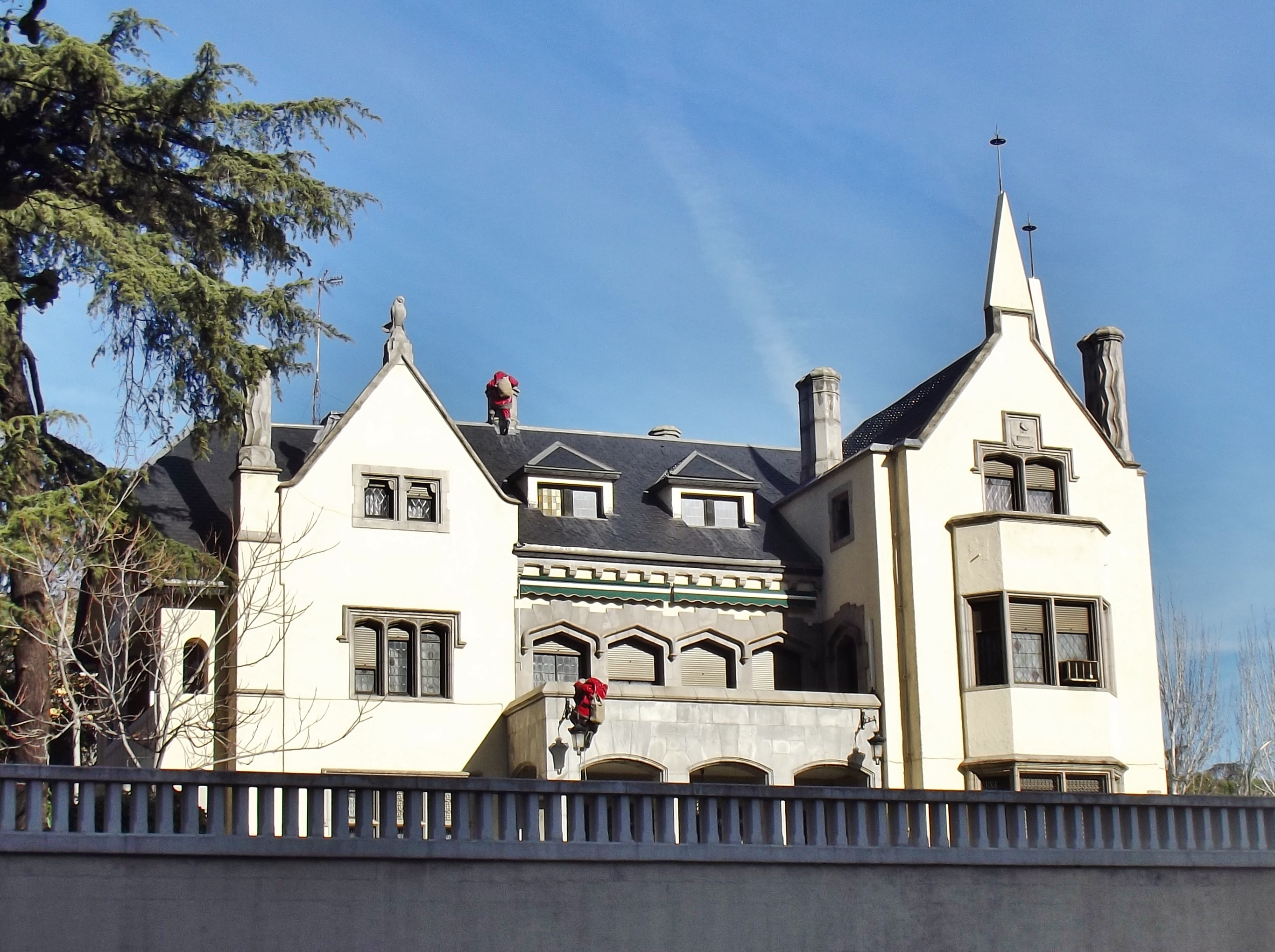
Villa Thiebaut, en el n.o 17
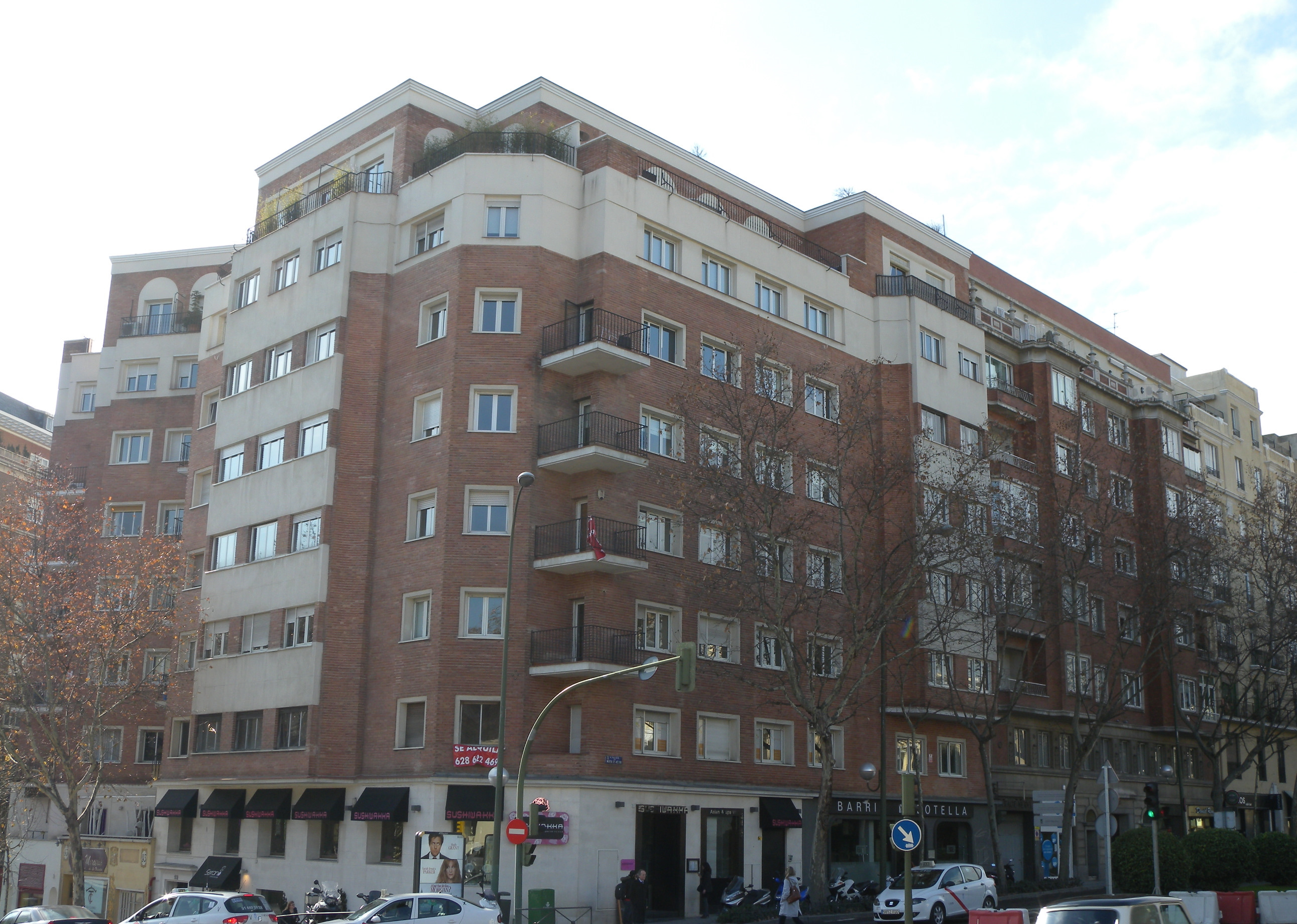
Viviendas de José de Azpiroz, en el n.o 20
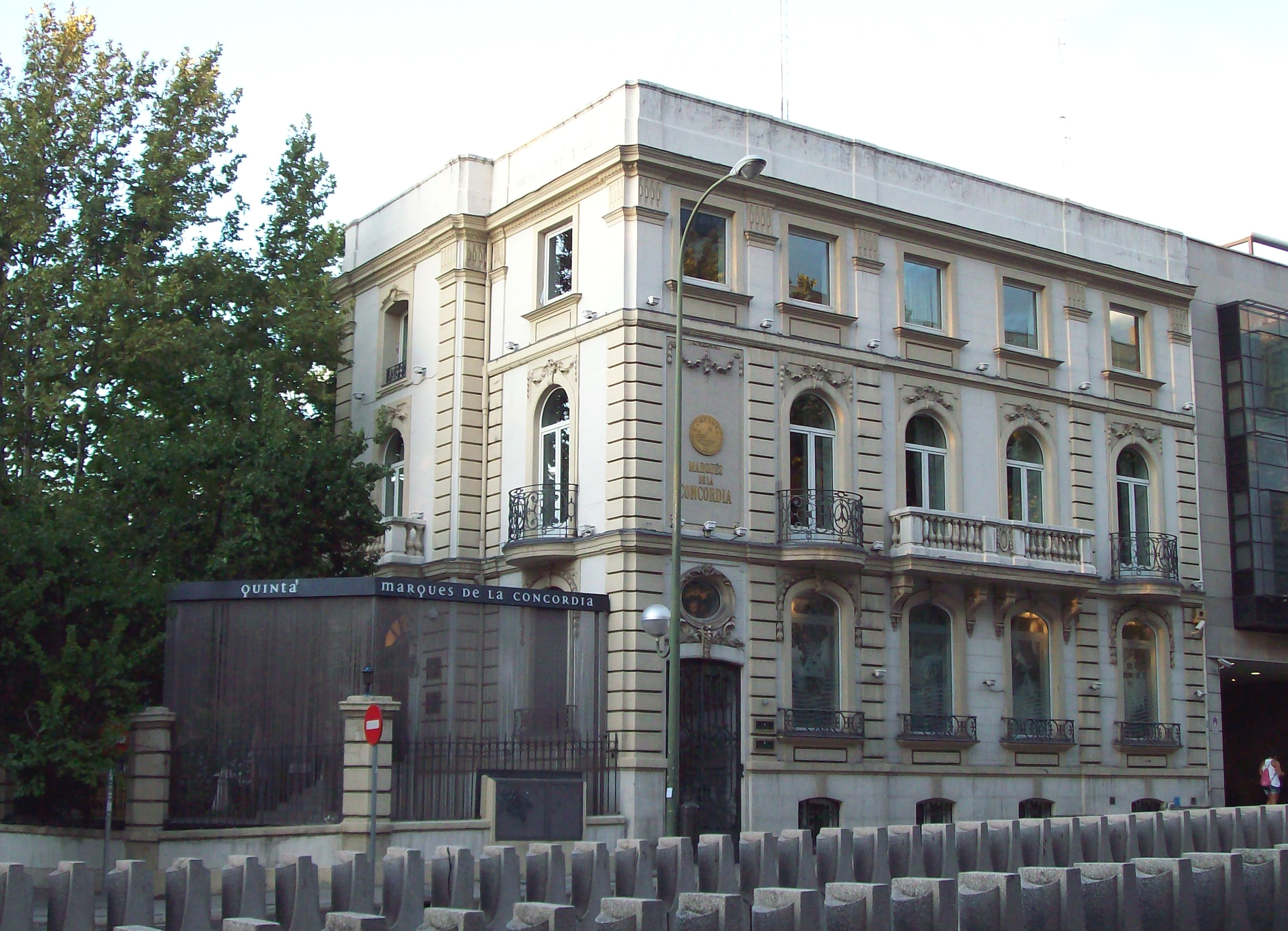
Palacete Borrás, en el n.o 25
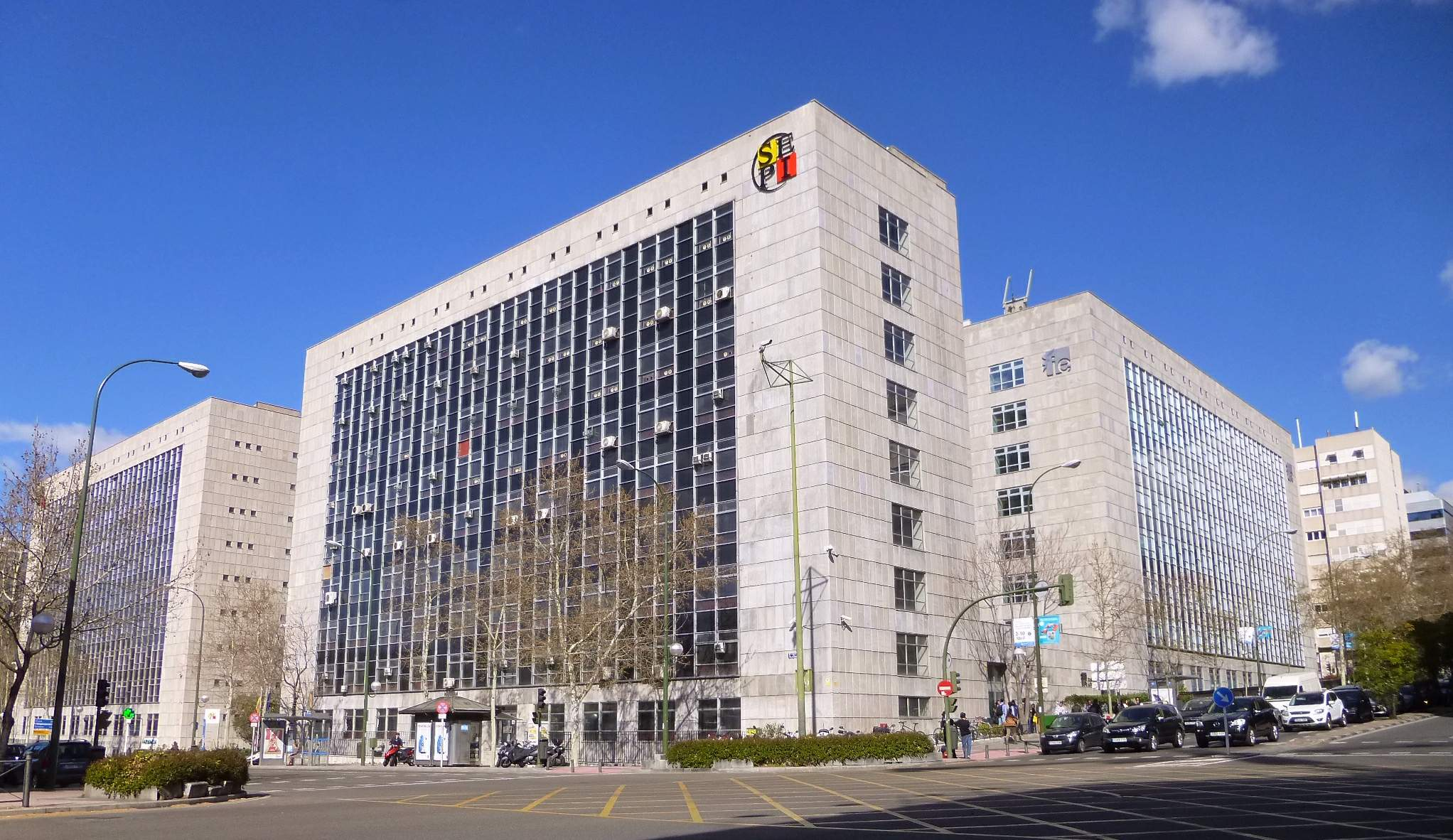
Antigua sede del SEPI, alberga IE University, en los núms. 31-33.

Más adelante, a excepción del palacio del Marqués de la Concordia —obra entre 1903-1908 de Francisco Borrás Soler—, el resto de edificaciones son modernas, con mayoría de inmuebles destinados a oficinas. Ocupa, con la numeración 31-33, un complejo de seis edificios, antigua sede central de la Sociedad Estatal de Participaciones Industriales (SEPI), y luego de la IE University. También son interesantes, la antigua sede del Banco Ibérico de 1970, un edificio administrativo de 1975 de Miguel Fisac y un edificio de oficinas en el número 54, cuya nueva fachada fue realizada por Ricardo Bofill Taller de Arquitectura en 1997.

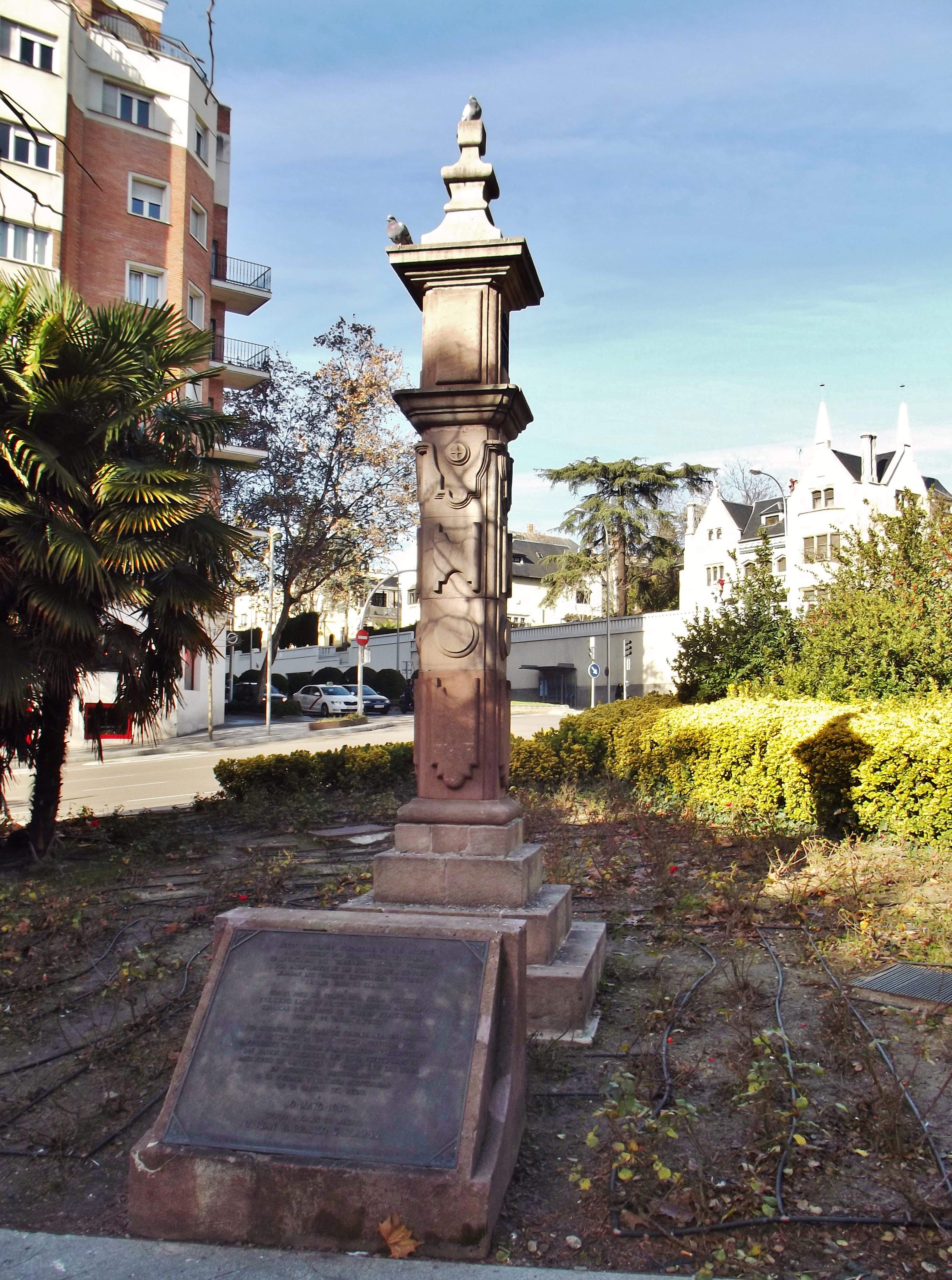
Pairón memorial de la Casa de Guadalajara en Madrid.

En la intersección con las calles de Serrano y López de Hoyos, frente al Museo Lázaro Galdiano, se forma un pequeño triángulo ajardinado que cuenta con un pairón, réplica del de Cubillejo del Sitio. Fue instalado en 1987 para celebrar los 25 años de la –ahora desaparecida– Casa de Guadalajara en Madrid y cuenta con dos imágenes en bronce representando a la Virgen de la Hoz y a San Isidro. Es uno de los dos pairones o peirones que tiene Madrid, el segundo también se encuentra en el barrio de Salamanca, en la esquina de la calle Juan Bravo con General Pardiñas.